# Nervio frontal
El nervio frontal es una rama del nervio oftálmico. Esta rama está situada medial al nervio nasociliar y lateral al nervio lagrimal.

## Recorrido y ramas
Accede a la cavidad orbitaría por la fisura orbitaría superior (hueso esfenoides) por fuera del anillo de Zinn, y al hacerlo, discurre hacia anterior entre el músculo elevador del párpado superior y el techo óseo de la cavidad orbitaría. Se divide en dos ramas, de medial a lateral, nervio supratroclear y nervio supraorbitario. El nervio supraorbitario a su vez se divide en dos ramas terminales, el nervio rama frontal externo y el nervio rama frontal interno. El nervio frontal externo cruza por una pequeña escotadura en la parte superior del reborde orbitario y el nervio frontal interno cruza la misma escotadura, pero más medial.

## Inervación
El nervio frontal es exclusivamente sensitivo. Conduce la información sensitiva para los tegumentos y partes blandas de la región frontal, el seno frontal, la mayoría del párpado superior y la raíz de la nariz.